# Караев, Руслан Гаджиевич
Русла́н Гаджи́евич Кара́ев (род. 29 февраля 1960 года; Сергокала, Сергокалинский район, Дагестанская АССР, СССР) — советский борец вольного стиля, неоднократный обладатель Кубка мира, призёр чемпионатов Европы, многократный чемпион и призёр чемпионатов СССР.

## Биография
Родился 29 февраля 1960 года в даргинском селе Сергокала. Выступал за ДСО «Урожай» (Махачкала), Вооружённые Силы (Махачкала) в весовых категориях до 57 кг, до 62 кг. Тренеры — Рашид Рашидов, Сайгид Гаджиев.
Мастер спорта СССР международного класса. Двукратный обладатель Кубка мира (1988, 1989), серебряный призёр Кубка мира (1990). Серебряный призёр чемпионатов Европы (1983, 1986). Бронзовый призёр Игр доброй воли (1990). Серебряный призёр летней Спартакиады народов СССР (1983). Чемпион РСФСР (1982, 1983, 1984, 1985, 1986). Многократный победитель Тбилисского международного турнира (1983, 1985, 1986, 1987, 1988), который в те годы имел статус неофициального чемпионата мира. Победитель первенства  Европы среди юниоров (1980).
В сборной команде СССР с 1983 по 1990 год. В активе Руслана Караева имеются победы над такими сильными соперниками, как: олимпийский чемпион Сергей Белоглазов, серебряный призёр Олимпийских игр 1984 года Барри Дэвис, бронзовый призёр Олимпийских игр 1988 года Но Гён Сон, Aлехандро Пуэрто Диас и т.д. Завершил спортивную карьеру в 1990 году.
В 1983 году окончил Дагестанский сельскохозяйственный институт (ДСХИ) г. Махачкала.

## Спортивные результаты на чемпионатах СССР
- Чемпионат СССР по вольной борьбе 1982 года — ;
- Чемпионат СССР по вольной борьбе 1983 года — ;
- Чемпионат СССР по вольной борьбе 1985 года — ;
- Чемпионат СССР по вольной борьбе 1986 года — ;
- Чемпионат СССР по вольной борьбе 1987 года — ;
- Чемпионат СССР по вольной борьбе 1988 года — ;
- Чемпионат СССР по вольной борьбе 1990 года — .